# 2. zongoraverseny (Chopin)
Frédéric Chopin 2., f-moll zongoraversenye az opus 21. számot viseli.

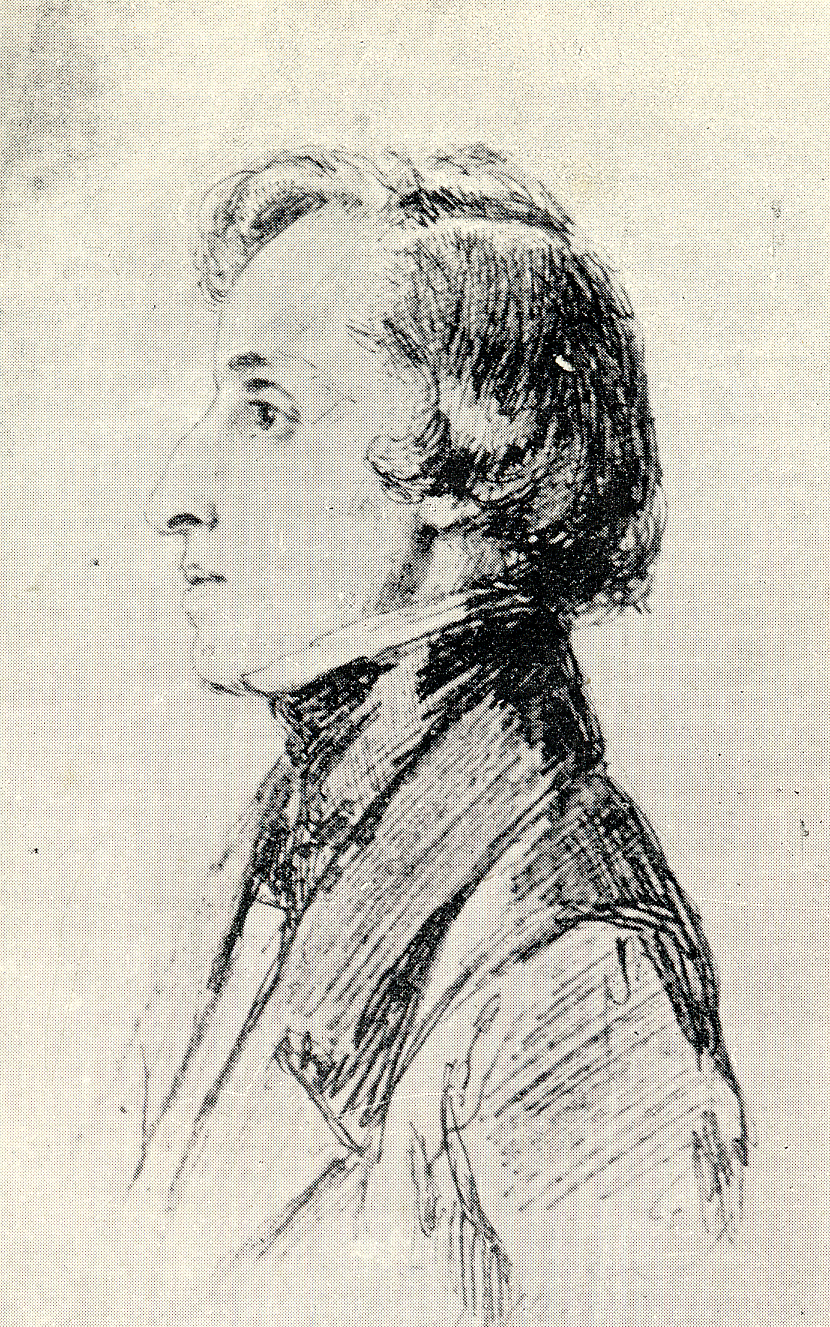
Chopin (Winterhalter rajza)

## Keletkezése
Chopin zongoraversenyeinek sorrendjét megtévesztő opus számaik miatt az utókor felcserélte. Valójában az f-moll zongoraversenyt 1829-ben, az e-moll zongoraversenyt 1830-ban komponálta. A mű bemutatója 1830. március 17-én, Lengyelországban, Varsóban volt.

## Szerkezete, jellemzői
A partitúra szerint a mű szóló zongorára, 2 fuvolára, 2 oboára, 2 klarinétra, 2 basszetkürtre, 4 francia kürtre, 2 trombitára, tenor harsonára, üstdobra és vonósokra íródott.
Tételei:
1. Maestoso
2. Larghetto
3. Allegro vivace

Első tétel a klasszikus szonátaforma felépítését követi: A forma tagolását a zenekari tuttira bízza.Az expozíció elején bevezet, majd rövid összefoglalással előkészíti a kidolgozást, visszavezet a reprízhez, kóda helyett befejezi a tételt.
- Nem tudod lejátszani a fájlt? Olvasd el a Wikipédia:Médiafájlok lapot.

## Ismertség, előadási gyakoriság
A mű az ismertebb Chopin művek közé tartozik. Hangversenyen, hanglemezen, vagy elektronikus médiákban gyakran hallgatható darab.